# 泰姬玛哈酒店

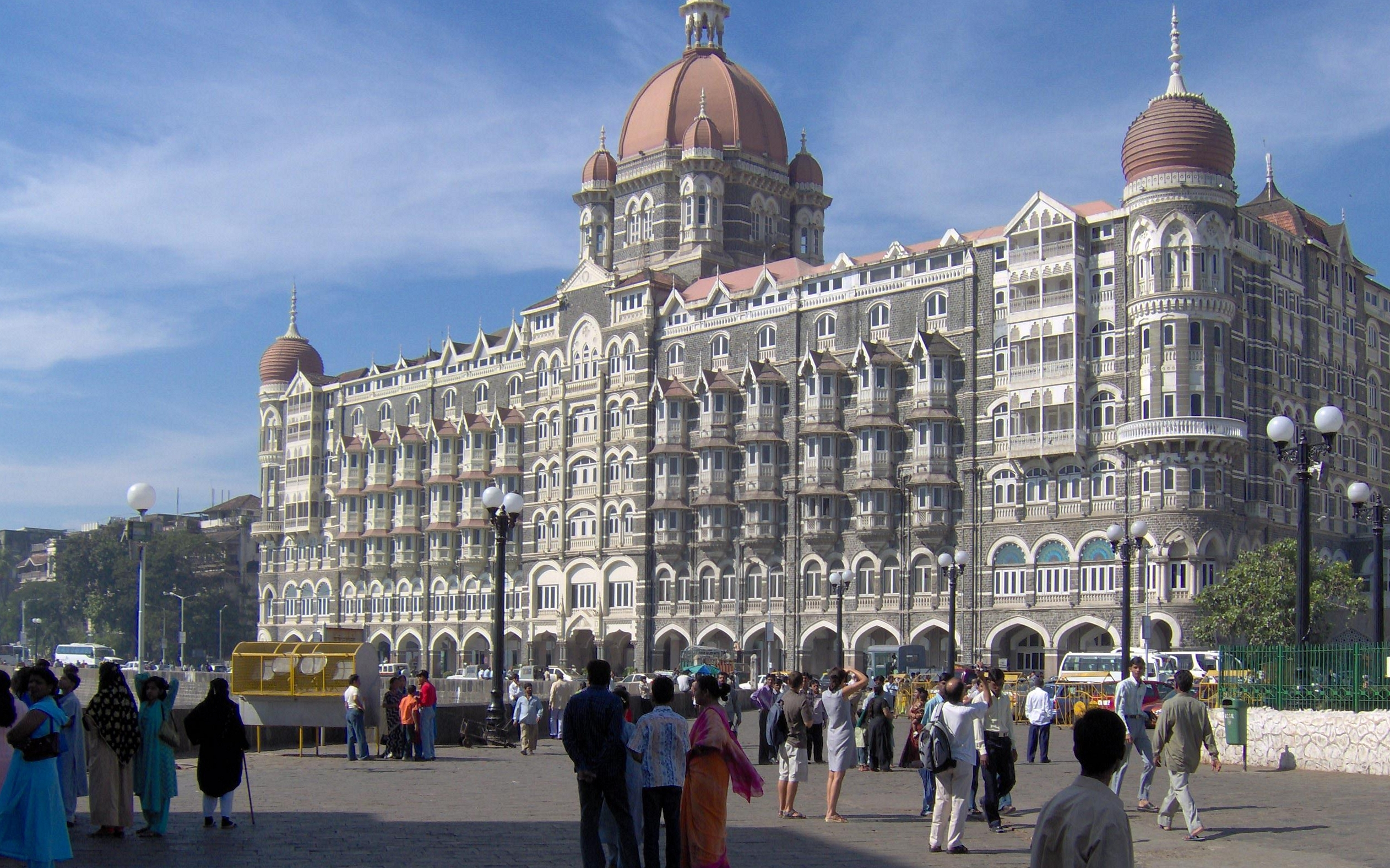
泰姬玛哈酒店外景

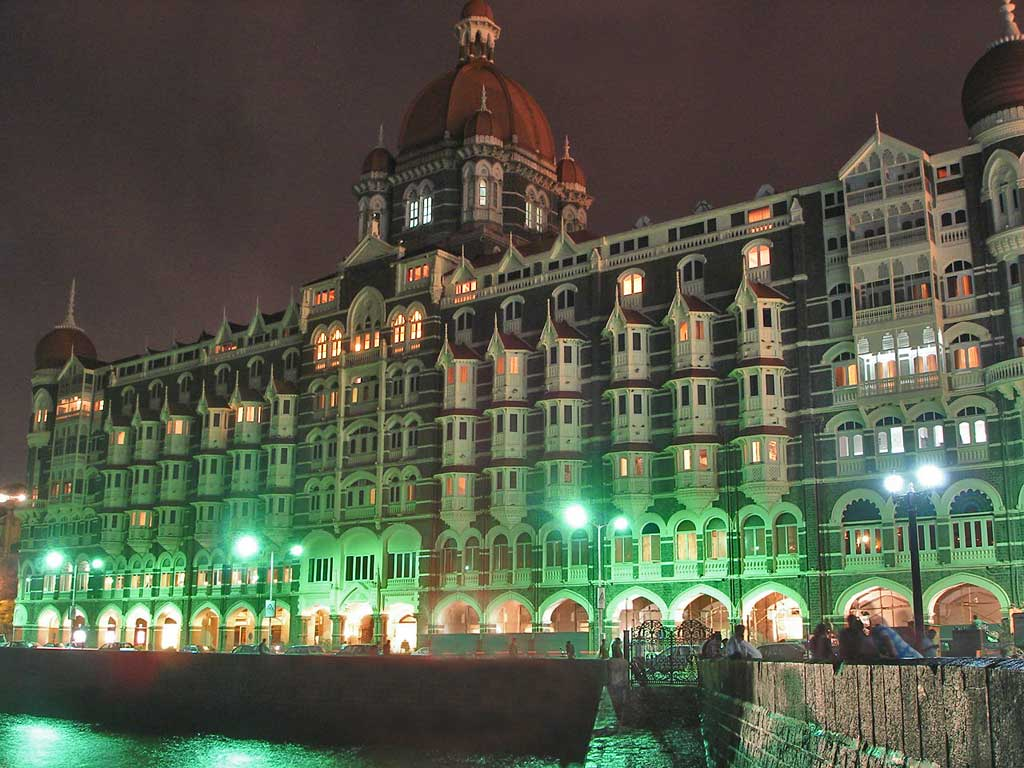
泰姬玛哈酒店夜景

泰姬瑪哈酒店（Taj Mahal Palace & Tower）是位於印度孟買可拉巴地區印度門旁邊的一家有名望五星級豪華旅館，擁有565個房間。它是泰姬陵酒店集團旗下的一份子，具有百年歷史的經典建築，使它成為集團的旗艦旅館。泰姬瑪哈酒店包含宮殿式與高塔式的建築物各一座，分別於不同的時間修建，並且具有完全不同的建築風格。
旅館曾經招待過的貴賓包括披頭四、賈桂琳·甘迺迪·歐納西斯、比爾·克林頓、雅各·席哈克、挪威國王哈拉爾五世及王后、肯特公爵愛德華王子及夫人，愛丁堡公爵菲利普親王、查爾斯三世、羅傑·摩爾、瓊·考琳絲、米克·傑格、深紫樂團、希拉蕊·柯林頓，以及來此地參賽的職業板球隊。

## 2008年恐怖份子攻擊
2008年11月26日，在孟買南部的奧貝羅伊飯店（Oberoi）遭到一連串的攻擊，數小時之後飯店屋頂的毀損造成物質損失。人質被卷入這場攻擊之中，並且包含許多外國人，至少172人死亡，293人受傷(這傷亡數字包括CST車站，Oberoi飯店，納里曼大樓以及卡馬醫院)。傷亡的情形大部分為印度民眾，即使帶著外國護照的西方人也被挑選出來。印度特種部隊花了三天將阻礙在飯店內持槍者擊斃。
此次攻擊發生在2008年11月26日，並持續超過60小時。大約有450人待在被佔領的泰姬瑪哈酒店，另外380人在Oberoi飯店。21個月後，邀請當時生還者一同出席飯店的重新開幕。

## 外部連結
- The Taj Mahal Palace & Tower, Mumbai

18°55′19″N 72°50′00″E / 18.9220°N 72.8333°E